# Ероика Ногалес (Ногалес)
Ероика Ногалес (шп. Heroica Nogales) насеље је у Мексику у савезној држави Сонора у општини Ногалес. Насеље се налази на надморској висини од 1199 м.

## Становништво
Према подацима из 2010. године у насељу је живело 212533 становника.

### Хронологија
| Година       | 2000                   | 2005                   | 2010                     |
| ------------ | ---------------------- | ---------------------- | ------------------------ |
| Становништво | 156854 (79540 / 77314) | 189759 (94846 / 94913) | 212533 (106299 / 106234) |

### Попис
| \| \| м \| \| \| ж \| \| 0—2 \| 6.957 \| \| \| 6.694 \| \| 3—5 \| 7.248 \| \| \| 7.174 \| \| 6—11 \| 14.332 \| \| \| 13.770 \| \| 12—14 \| 6.590 \| \| \| 6.273 \| \| 15—17 \| 5.892 \| \| \| 6.068 \| \| 18—24 \| 12.200 \| \| \| 12.139 \| \| 60+ \| 4.812 \| \| \| 5.830 \| \| Просек : \| 27,4 \| \| \| 27,9 \| |        |  |  |        |
| |        |  |  |        |
| | м      |  |  | ж      |
| 0—2 | 6.957  |  |  | 6.694  |
| 3—5 | 7.248  |  |  | 7.174  |
| 6—11 | 14.332 |  |  | 13.770 |
| 12—14 | 6.590  |  |  | 6.273  |
| 15—17 | 5.892  |  |  | 6.068  |
| 18—24 | 12.200 |  |  | 12.139 |
| 60+ | 4.812  |  |  | 5.830  |
| Просек : | 27,4   |  |  | 27,9   |

| #   | Индикатор                                                                                        | Вредност |
| --- | ------------------------------------------------------------------------------------------------ | -------- |
| 1   | Становништво од 0 до 2 године                                                                    | 13651    |
| 2   | Мушко становништво од 0 до 2 године                                                              | 6957     |
| 3   | Женско становништво од 0 до 2 године                                                             | 6694     |
| 4   | Становништво са 3 и више година                                                                  | 195188   |
| 5   | Мушко становништво са 3 и више година                                                            | 97483    |
| 6   | Женско становништво са 3 и више година                                                           | 97705    |
| 7   | Становништво са 5 и више година                                                                  | 185447   |
| 8   | Мушко становништво са 5 и више година                                                            | 92574    |
| 9   | Женско становништво са 5 и више година                                                           | 92873    |
| 10  | Становништво са 12 и више година                                                                 | 152664   |
| 11  | Мушко становништво са 12 и више година                                                           | 75903    |
| 12  | Женско становништво са 12 и више година                                                          | 76761    |
| 13  | Становништво са 15 и више година                                                                 | 139801   |
| 14  | Мушко становништво са 15 и више година                                                           | 69313    |
| 15  | Женско становништво са 15 и више година                                                          | 70488    |
| 16  | Становништво са 18 и више година                                                                 | 127841   |
| 17  | Мушко становништво са 18 и више година                                                           | 63421    |
| 18  | Женско становништво са 18 и више година                                                          | 64420    |
| 19  | Становништво од 3 до 5 година                                                                    | 14422    |
| 20  | Мушко становништво од 3 до 5 година                                                              | 7248     |
| 21  | Женско становништво од 3 до 5 година                                                             | 7174     |
| 22  | Становништво од 6 до 11 година                                                                   | 28102    |
| 23  | Мушко становништво од 6 до 11 година                                                             | 14332    |
| 24  | Женско становништво од 6 до 11 година                                                            | 13770    |
| 25  | Становништво од 8 до 14 година                                                                   | 31599    |
| 26  | Мушко становништво од 8 до 14 година                                                             | 16208    |
| 27  | Женско становништво од 8 до 14 година                                                            | 15391    |
| 28  | Становништво од 12 до 14 година                                                                  | 12863    |
| 29  | Мушко становништво од 12 до 14 година                                                            | 6590     |
| 30  | Женско становништво од 12 до 14 година                                                           | 6273     |
| 31  | Становништво од 15 до 17 година                                                                  | 11960    |
| 32  | Мушко становништво од 15 до 17 година                                                            | 5892     |
| 33  | Женско становништво од 15 до 17 година                                                           | 6068     |
| 34  | Становништво од 18 до 24 године                                                                  | 24339    |
| 35  | Мушко становништво од 18 до 24 године                                                            | 12200    |
| 36  | Женско становништво од 18 до 24 године                                                           | 12139    |
| 37  | Женско становништво од 15 до 49 година                                                           | 57529    |
| 38  | Становништво са 60 и више година                                                                 | 10642    |
| 39  | Мушко становништво са 60 и више година                                                           | 4812     |
| 40  | Женско становништво са 60 и више година                                                          | 5830     |
| 41  | Однос између мушкараца и жена                                                                    | 100.06   |
| 42  | Становништво од нуле до 14 година                                                                | 69038    |
| 43  | Становништво од 15 до 64 године                                                                  | 133118   |
| 44  | Становништво од 65 година и више                                                                 | 6683     |
| 45  | Просечан број деце                                                                               | 2.16     |
| 46  | Становништво рођено у ентитету                                                                   | 142582   |
| 47  | Мушко становништво рођено у ентитету                                                             | 71107    |
| 48  | Женско становништво рођено у ентитету                                                            | 71475    |
| 49  | Становништво рођено у другом ентитету                                                            | 57983    |
| 50  | Мушко становништво рођено у другом ентитету                                                      | 29133    |
| 51  | Женско становништво рођено у другом ентитету                                                     | 28850    |
| 52  | Становништво од 5 година и више резидентно у ентитету у јуну 2005. године                        | 169933   |
| 53  | Мушко становништво старосног доба од 5 година и више, резидентно у ентитету у јуну 2005. године  | 84146    |
| 54  | Женско становништво старосног доба од 5 и више година, резидентно у ентитету у јуну 2005. године | 85787    |
| 55  | Становништво од 5 година и више које је живело у другом ентитету у јуну 2005. године             | 9333     |
| 56  | Мушко становништво старије од 5 година које је живело у другом ентитету у јуну 2005. године      | 4819     |
| 57  | Женско становништво старије од 5 година које је живело у другом ентитету у јуну 2005. године     | 4514     |
| 58  | Становништво од 3 године и више које говори аутохтони језик                                      | 1745     |
| 59  | Мушко становништво старо 3 године и више које говори аутохтони језик                             | 1031     |
| 60  | Женско становништво старо 3 године и више које говори аутохтони језик                            | 714      |
| 61  | Становништво од 3 године и више које говори аутохтони језик и не говори шпански језик            | 6        |
| 62  | Мушко становништво старо 3 године и више које говори аутохтони језик и не говори шпански         | 4        |
| 63  | Женско становништво старо 3 године и више које говори аутохтони језик и не говори шпански језик  | 2        |
| 64  | Становништво старо 3 године и више које говори аутохтони језик и шпански                         | 1397     |
| 65  | Мушко становништво старо 3 године и више које говори аутохтони језик и шпански                   | 835      |
| 66  | Женско становништво старо 3 године и више које говори аутохтони језик и шпански                  | 562      |
| 67  | Становништво од 5 година и више које говори аутохтони језик                                      | 1722     |
| 68  | Становништво од 5 година и више које говори аутохтони језик и не говори шпански језик            | 4        |
| 69  | Становништво од 5 година и више које говори аутохтони језик и говори шпански језик               | 1391     |
| 70  | Становништво у домородачким домаћинствима                                                        | 4442     |
| 71  | Становништво са ограничењима у активностима                                                      | 10388    |
| 72  | Становништво са ограниченим ходањем или кретањем, горе или доле                                  | 3855     |
| 73  | Становници са ограничењима вида, чак и уз кориштење сочива                                       | 5704     |
| 74  | Становништво са ограничењима говора, комуникације или конверзације                               | 718      |
| 75  | Становништво са ограниченим слухом                                                               | 711      |
| 76  | Становништво са ограничењима при одевању, купању или јелу                                        | 410      |
| 77  | Становништво са ограничењима у опажању или учењу једноставних ствари                             | 518      |
| 78  | Становништво са менталним ограничењима                                                           | 676      |
| 79  | Становништво без ограничења активности                                                           | 197398   |
| 80  | Становништво од 3 до 5 година које не похађа школу                                               | 9277     |
| 81  | Мушко становништво од 3 до 5 година које не похађа школу                                         | 4703     |
| 82  | Женско становништво од 3 до 5 година које не похађа школу                                        | 4574     |
| 83  | Становништво од 6 до 11 година које не похађа школу                                              | 618      |
| 84  | Мушко становништво од 6 до 11 година које не похађа школу                                        | 331      |
| 85  | Женско становништво од 6 до 11 година које не похађа школу                                       | 287      |
| 86  | Становништво од 12 до 14 година које не похађа школу                                             | 608      |
| 87  | Мушко становништво од 12 до 14 година које не похађа школу                                       | 348      |
| 88  | Женско становништво од 12 до 14 година које не похађа школу                                      | 260      |
| 89  | Становништво од 15 до 17 година похађа школу                                                     | 8851     |
| 90  | Мушко становништво од 15 до 17 година похађа школу                                               | 4405     |
| 91  | Женско становништво између 15 и 17 година живота у школи                                         | 4446     |
| 92  | Становништво од 18 до 24 године похађа школу                                                     | 6540     |
| 93  | Мушко становништво од 18 до 24 године похађа школу                                               | 3464     |
| 94  | Женско становништво од 18 до 24 године похађа школу                                              | 3076     |
| 95  | Становништво од 8 до 14 година које не може да чита и пише                                       | 573      |
| 96  | Мушко становништво старосног доба од 8 до 14 година које не може да чита и пише                  | 365      |
| 97  | Женско становништво старосног доби од 8 до 14 година које не може да чита и пише                 | 208      |
| 98  | Становништво од 15 година и више које је неписмено                                               | 2139     |
| 99  | Мушко становништво од 15 година и више које је неписмено                                         | 980      |
| 100 | Женско становништво од 15 година и више које је неписмено                                        | 1159     |
| 101 | Становништво старо 15 и више година без школовања                                                | 3135     |
| 102 | Мушко становништво старо 15 и више година без школовања                                          | 1470     |
| 103 | Женско становништво старо 15 и више година без школовања                                         | 1665     |
| 104 | Становништво старосног доба 15 и више година са непотпуним основним образовањем                  | 8713     |
| 105 | Мушко становништво старосног доба од 15 година и више са непотпуном основним образовањем         | 4266     |
| 106 | Женско становништво старосног доба 15 и више година са непотпуном основним образовањем           | 4447     |
| 107 | Становништво старо 15 и више година са комплетним основним образовањем                           | 17052    |
| 108 | Мушко становништво старо 15 година и више са комплетним основним образовањем                     | 8145     |
| 109 | Женско становништво старо 15 и више година са комплетним основним образовањем                    | 8907     |
| 110 | Становништво старосног доба 15 и више година са непотпуним средњим образовањем                   | 8898     |
| 111 | Мушко становништво старосног доба од 15 година и више са непотпуним средњим образовањем          | 4707     |
| 112 | Женско становништво старосног доба од 15 година и више са непотпуним средњим образовањем         | 4191     |
| 113 | Становништво старо 15 и више година са пуним секундарном образовањем                             | 41596    |
| 114 | Мушко становништво старосног доба од 15 година и више са пуним секундарном образовањем           | 20157    |
| 115 | Женско становништво старосног доба од 15 година и више са пуним секундарном образовањем          | 21439    |
| 116 | Становништво старије од 18 година са постосновним образовањем                                    | 54391    |
| 117 | Мушко становништво старије од 18 година са постосновним образовањем                              | 27841    |
| 118 | Женско становништво старије од 18 година са постосновним образовањем                             | 26550    |
| 119 | Просечна оцена школовања                                                                         | 9.72     |
| 120 | Просечан ниво образовања мушке популације                                                        | 9.82     |
| 121 | Просечан ниво образовања женског становништва                                                    | 9.62     |
| 122 | Економски активно становништво                                                                   | 90408    |
| 123 | Економски активна мушка популација                                                               | 56953    |
| 124 | Економски активна женска популација                                                              | 33455    |
| 125 | Становништво које није економски активно                                                         | 61553    |
| 126 | Мушко становништво које није економски активно                                                   | 18553    |
| 127 | Женско становништво које није економски активно                                                  | 43000    |
| 128 | Запослено становништво                                                                           | 85226    |
| 129 | Запослено мушко становништво                                                                     | 53047    |
| 130 | Запослено женско становништво                                                                    | 32179    |
| 131 | Незапослена популација                                                                           | 5182     |
| 132 | Незапослена мушка популација                                                                     | 3906     |
| 133 | Незапослена женска популација                                                                    | 1276     |
| 134 | Становништво без права на здравствене услуге                                                     | 54782    |
| 135 | Становништво које има право на здравствене услуге                                                | 153490   |
| 136 | Становништво које има право на ИМСС                                                              | 118160   |
| 137 | Становништво које има право на социјално осигурање                                               | 10051    |
| 138 | Становништво које има право на државно социјално осигурање                                       | 4301     |
| 139 | Становништво које има право на опште осигурање или здравствено осигурање за нову генерацију      | 16069    |
| 140 | Становништво које је било једном или није било у браку током 12 година и више                    | 51528    |
| 141 | Венчано или уједињено становништво од 12 година и више                                           | 84592    |
| 142 | Становништво које је било у браку или уједињено 12 година и више                                 | 16013    |
| 143 | Становништво са католичком религијом                                                             | 161485   |
| 144 | Протестанти, еванђелисти и библијски следбеници различити од еванђелиста                         | 28452    |
| 145 | Становништво са другим религијама различитим од претходних                                       | 94       |
| 146 | Становништво без религије                                                                        | 17219    |
| 147 | Укупно пописаних домаћинства                                                                     | 54825    |
| 148 | Пописна домаћинства на челу са мушкарцима                                                        | 39181    |
| 149 | Пописна домаћинства на челу са женама                                                            | 15644    |
| 150 | Становништво у пописним домаћинствима                                                            | 207884   |
| 151 | Становништво у пописним домаћинствима на челу са мушкарцима                                      | 152363   |
| 152 | Становништво у пописним домаћинствима на челу са женама                                          | 55521    |
| 153 | Укупно домаћинстава                                                                              | 69541    |
| 154 | Укупно насељених домаћинстава                                                                    | 56042    |
| 155 | Укупно приватних кућа                                                                            | 68324    |
| 156 | Насељени приватни домови                                                                         | 54825    |
| 157 | Укупно насељених приватних кућа                                                                  | 56020    |
| 158 | Ненасељене приватне куће                                                                         | 11595    |
| 159 | Појединачна домаћинства за привремену употребу                                                   | 1904     |
| 160 | Становници у насељеним приватним кућама                                                          | 207884   |
| 161 | Насељеност станара у приватним становима                                                         | 3.79     |
| 162 | Просечно становника по соби у приватним насељеним домаћинствима                                  | 1.05     |
| 163 | Појединачна домаћинства са подовима од различитих материјала од земље                            | 52387    |
| 164 | Појединачна домаћинства у приземљу                                                               | 2031     |
| 165 | Појединачна домаћинства са једном спаваћом собом                                                 | 15384    |
| 166 | Појединачна домаћинства са две спаваће собе и више                                               | 39171    |
| 167 | Појединачна домаћинства са једним собом                                                          | 3238     |
| 168 | Појединачна домаћинства са две собе                                                              | 7735     |
| 169 | Појединачна домаћинства са 3 собе и више                                                         | 43535    |
| 170 | Појединачна домаћинства која имају електрично светло                                             | 53977    |
| 171 | Појединачна домаћинства која немају електрично светло                                            | 654      |
| 172 | Појединачна домаћинства која имају водоводну воду у стамбеном простору                           | 43499    |
| 173 | Појединачна домаћинства која немају водоводну воду у стамбеном простору                          | 11045    |
| 174 | Појединачна домаћинства која имају тоалет                                                        | 54033    |
| 175 | Појединачна домаћинства која имају канализацију                                                  | 53155    |
| 176 | Појединачна домаћинства која немају канализацију                                                 | 1347     |
| 177 | Појединачна домаћинства која имају електрично светло, довод воде из јавне мреже и канализацију   | 43230    |
| 178 | Појединачна домаћинства без икаквих услова                                                       | 255      |
| 179 | Појединачна домаћинства која имају радио                                                         | 45320    |
| 180 | Појединачна домаћинства која имају телевизор                                                     | 53250    |
| 181 | Појединачна домаћинства која имају фрижидер                                                      | 51373    |
| 182 | Појединачна домаћинства која имају машину за веш                                                 | 44270    |
| 183 | Појединачна домаћинства која имају аутомобил или комби                                           | 35495    |
| 184 | Појединачна домаћинства која имају рачунар                                                       | 22261    |
| 185 | Појединачна домаћинства која имају фиксну телефонску линију                                      | 21693    |
| 186 | Појединачна домаћинства која имају мобилни телефон                                               | 47661    |
| 187 | Појединачна домаћинства која имају приступ интернету                                             | 16201    |
| 188 | Величина локације                                                                                | 11       |